# Живац лица
Живац лица или фацијални живац (лат. nervus facialis) је кранијални нерв који садржи моторна, сензитивна и парасимпатичка влакна.
Моторна влакна полазе из једра у мосту и оживчавају попречно-пругасту мускулатуру: све поткожне мишиће главе, платизму, стилохиоидни мишић, задњи трбух двотрбушног мишића и мишић узенгије. Сензитивна влакна се пружају самостално до коленог ганглиона у слепоочној кости, а затим се уједињују са влакнима посредног живца (лат. nervus intermedius) у једно нервно стабло. Она преносе утиске чула укуса из печуркастих папила језика у централни нервни систем. Парасимпатичка влакна полазе из горњег саливаторног једра и одлазе преко великог петрозног живца и криластонепчаног ганглиона у сузну жлезду, жлезде носне дупље и тврдог и меког непца, и такође одлазе преко бубне врпце, језичног живца и подвиличног ганглиона у подвиличну и подјезичну пљувачну жлезду.

## Пут живца
Живац лица излази из можданог стабла кроз тзв. постпонтинску јаму на граници између моста и продужене мождине. Заједно са посредним и тремно-пужним живцем, он се простире навише, унапред и упоље и улази у унутрашњи ушни канал. Након што дођу до дна овог канала, они се разилазе и фацијални и посредни живац улазе у фацијални канал у петрозном делу слепоочне кости. У њему се простиру хоризонтално упоље и унапред и долазе до првог колена фацијалног канала где је смештен колени ганглион (лат. ganglion geniculi). Одавде су фацијални и посредни живац спојени у једно нервно стабло, које скреће под правим углом уназад и упоље и долази до другог колена фацијалног канала (смештеног на задњем зиду бубне дупље испод улаза у мастоидну пећину). Живац лица потом поново скреће под правим углом и спушта се вертикално до стиломастоидног отвора на доњој страни пирамиде слепоочне кости и улази у паротидну ложу. У њој се живац пружа наниже, упоље и унапред и улази у паротидну жлезду и пролази између њеног дубоког и површног дела. Након што дође до спољашње југуларне вене, фацијални нерв се дели у своје завршне гране.

## Бочне гране
Бочне гране живца лица се деле на: интрапетрозне (велики петрозни живац, спојнична грана са бубним сплетом, живац мишића узенгије и бубна врпца) и ванлобањске гране (задњи ушни живац и дигастрична грана).
Велики петрозни живац (лат. nervus petrosus major) је парасимпатичка грана фацијалног нерва, која настаје на нивоу првог колена фацијалног канала. Након што изађе из лобањске дупље, он се спаја са дубоким петрозним живцем и образује живац птеригоидног канала који се завршава у криластонепчаном ганглиону.
Спојнична грана са бубним сплетом (лат. ramus communicans cum plexu tymponico) такође настаје у висини првог колена фацијалног канала, а она представља спојничну грану живца лица са бубним сплетом из језично-ждрелног живца.
Живац мишића узенгије (лат. nervus stapedius) се одваја од стабла фацијалног нерва након његовог проласка другог колена фацијалног канала, а служи за инервацију мишића узенгије.
Бубна врпца (лат. chorda tympani) настаје такође у нисходном делу фацијалног живца и садржи две групе влакана: нисходна парасимпатичка (за инервацију подвиличне и подјезичне жлезде) и усходна густорецепторна влакна (која преносе утиске чула укуса из печуркастих папила језика).
Задњи ушни живац (лат. nervus auricularis posterior) се одваја од стабла живца лица након његовог изласка из фацијалног канала и служи за инервацију поткожне мускулатуре спољашњег уха и задњег трбуха потиљачно-чеоног мишића.
Дигастрична грана (лат. ramus digastricus) такође настаје након изласка живца из лобање и простире се наниже и упоље до задњег трбуха двотрбушног мишића, кога инервише. Од ове гране се одваја и стилохиоидна грана (лат. ramus stylohioideus) за инервацију истоименог мишића.

## Завршне гране
Завршне гране живца лица (којих има две) настају на спољашњој страни задњевиличне, односно спољашње југуларне вене. Гране се међусобно спајају помоћу неколико гранчица и на тај начин образују живчани паротидни сплет (лат. plexus parotideus). Из њега полазе гране за инервацију поткожних мишића главе и врата, које се деле у пет група. С обзиром на положај, ови живци су подложни оштећењима током повреда или хируршких интервенција што може довести до парализе појединих мимичних мишића.
Слепоочне гране (лат. rami temporales) напуштају паротидну пљувачну жлезду, простиру се кроз поткожно ткиво и оживчавају мускулатуру ушне шкољке, предњи трбух потиљачно-чеоног мишића, мишић набирач и мишић обарач обрве.
Јабучне гране се простиру испод коже у пределу јабучне кости и инервишу мали и велики јабучни мишић и једним делом кружни мишић ока.
Образне гране се простиру преко масетеричног мишића и испод коже образа и инервишу образни мишић и већи део мускулатуре горње усне и носа.
Ивична грана доње вилице (лат. ramus marginalis mandibulae) оживчава поткожне мишиће доње усне и браде.
Вратна грана (лат. ramus colli) одлази у предео врата иза угла доње вилице и служи за инервацију платизме, а осим тога спаја се са гранама попречног вратног нерва.